# 沃羅尼夫希納 (亞戈京區)
50°14′37″N 31°51′28″E / 50.24361°N 31.85778°E
沃羅尼夫什奇納（烏克蘭語：Воронівщина）是位於烏克蘭北部的村莊，由基辅州鲍里斯皮尔区的亞霍滕市鎮負責管轄。該村始建於1984年，面積0.2平方公里，海拔高度126米，2001年人口81，人口密度每平方公里405人。